# Phygelius
A Phygelius az ajakosvirágúak (Lamiales) rendjébe és a görvélyfűfélék (Scrophulariaceae) családjába tartozó nemzetség.

## Előfordulásuk
A Phygelius-fajok előfordulási területe Dél-Afrika legdélebbi részein van. Mindössze három országban a Dél-afrikai Köztársaságban, Lesothóban és Szváziföldön őshonosak.

## Rendszerezés
A nemzetségbe az alábbi 2 faj tartozik:
- Phygelius aequalis Harv. ex Hiern
- Phygelius capensis E.Mey. ex Benth.

Az ember keresztezte ezt a két növényfajt, melynek hibridje, a Phygelius × rectus Coombes (1988) közkedvelt dísznövényé vált.
A hibrid legkedveltebb változatai a következők:
- Phygelius × rectus 'African Queen'[1]
- Phygelius × rectus 'Devil's Tears'[2]
- Phygelius × rectus 'Salmon Leap'[3]